# Johann Schmidt (Theologe, 1594)

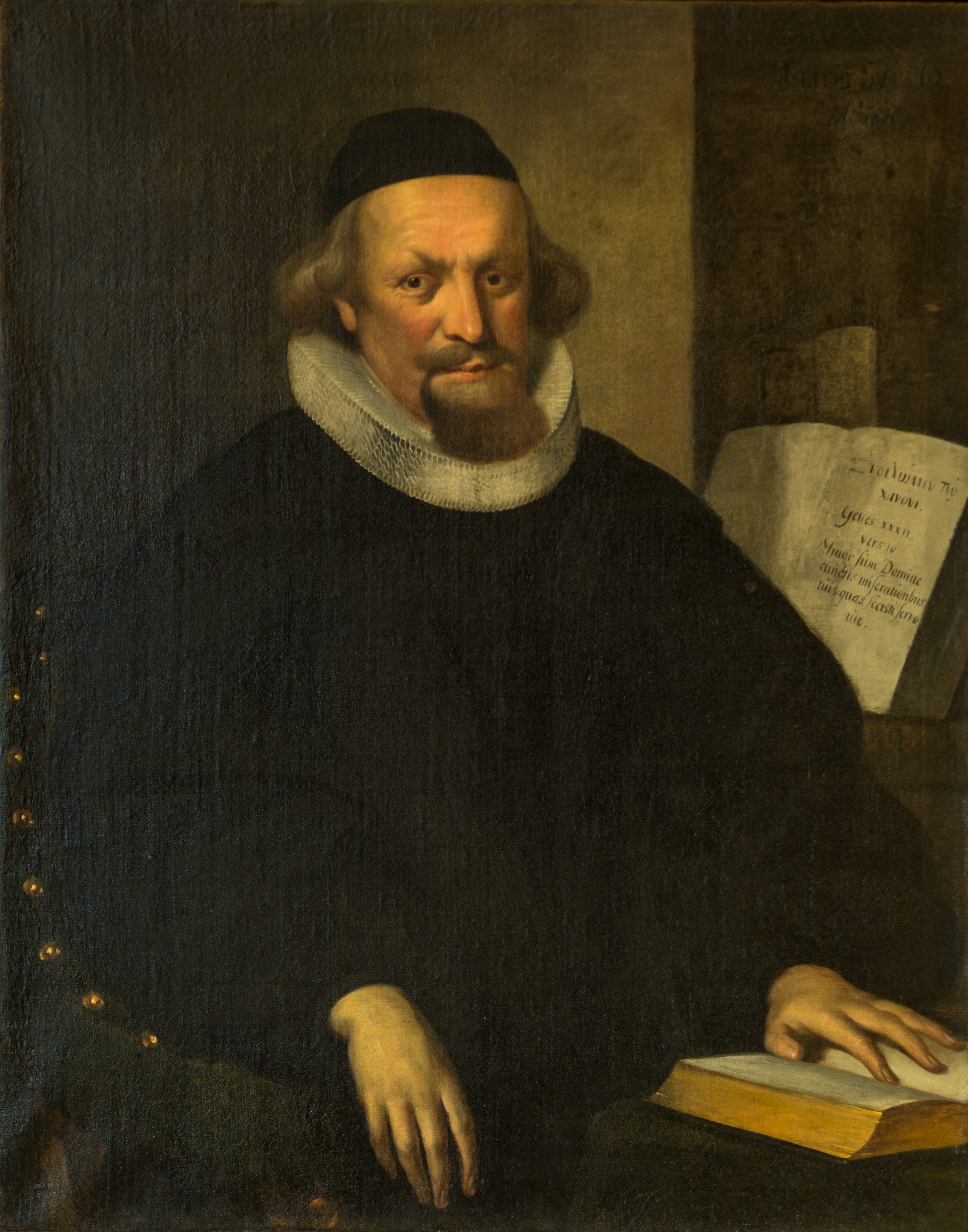
Johann Schmidt

Johann (auch Johannes) Schmidt (auch Schmid(ius); * 20. Juni 1594 in Bautzen; † 27. August 1658 in Straßburg) war ein evangelisch-lutherischer Theologe und Hochschullehrer.

## Leben
Schmidt floh 1611 vor der Pest von Halle nach Speyer und kam 1612 nach Straßburg, wo er an der lutherischen Akademie Philosophie studierte und 1615 den Magistergrad erwarb. Anschließend studierte er in Straßburg Theologie, unterbrochen von einer Reise nach Frankreich und England und Studienaufenthalten in Tübingen, Jena und Wittenberg. 1622 wurde er zum Professor an der im Jahr zuvor zur Universität erhobenen Straßburger Akademie ernannt, trat das Amt aber erst 1623 an und erwarb in diesem Jahr auch den Doktortitel. 1629 wurde er Kirchenpräsident der elsässischen lutherischen Kirche, was die Aufsicht über Gemeinden und Prediger beinhaltete. Die Doppelbelastung in der Zeit des Dreißigjährigen Krieges führte dazu, dass er Ende der 1640er Jahre einen Nervenzusammenbruch erlitt.
Schmidt war in der lutherischen Orthodoxie verwurzelt, vertrat aber ein vom Puritanismus und der Frömmigkeitsbewegung Johann Arndts beeinflusstes Reformprogramm. Philipp Jakob Spener sah ihn als seinen „geistlichen Vater“ an.
Johann Schmidt heiratete 1624. Sein Sohn Johannes Schmidt (1626–1666) war Pastor in Straßburg.

## Schriften (Auswahl)
- Christliche Danck-Predigt/ Uber der Herrlichen und Hocherfrewlichen Victori, welche Gott der Herr den 28. Junij dieses 1633. Jahrs/ bey Odendorff an der Weser/ durch seine wunderliche hülffe/ der Evangelischen Armee/ wider den Ligistischen Päpstischen hauffen gnädiglich verliehen. Zetzner, Straßburg 1633.
- Zwo Christliche Predigten Die Erste Eine Danckpredigt/ Gehalten in deß Heiligen Reichs Statt Colmar/ als selbige Dem ... Herrn Gustavo Horn ... ubergeben worden. Die Ander Eine Trawrpredigt/ Gehalten zu Straßburg im Münster uber der Königlichen Leich Deß ... Herren Gustavi Adolphi/ der Schweden/ Gothen und Wenden Königs .... Glaser, Straßburg 1633.
- In Prophetas Minores Commentarius In tres posteriores prophetas commentarius. Richter, Leipzig 1687 (u.ö.).
- Christliche Leich-Predigten, bey Begräbnüssen, Achtzehen: Umb die Sieben Evangelische Kirchen und Gemeinden Gottes in Strassburg. Zetzner, Straßburg 1659.
- Die Fünffzehen Lieder im höhern Chor: Das ist/ Der Hundert und Zwanzigste/ biß an den Hundert und Fünff und Dreyssigsten Psalm in Ein- und Achtzig Predigten/ Hiebevor Im Münster zu Straßburg erkläret und außgeleget. Zetzner, Straßburg 1663.